# Sammansatta konstitutions- och utrikesutskottet
Sammansatta konstitutions- och utrikesutskottet (KUU) var ett utskott i Sveriges riksdag 2001-2008 som kom till efter att konstitutionsutskottet och utrikesutskottet hade kommit överens om att gemensamt bilda ett sammansatt utskott. Det höll sitt första möte den den 20 mars 2001.

## Ledamöter 2008
- Göran Lennmarker (m), ordförande.
- Berit Andnor (s), vice ordförande.
- Per Bill (m)
- Urban Ahlin (s)
- Henrik von Sydow (m)
- Annie Johansson (c)
- Kenneth G Forslund (s)
- Carl B Hamilton (fp)
- Morgan Johansson (s)
- Björn Hamilton (m)
- Susanne Eberstein (s)
- Ingvar Svensson (kd)
- Walburga Habsburg Douglas (m)
- Helene Petersson (s)
- Kerstin Lundgren (c)
- Max Andersson (mp)[2]